# Obchodní a živnostenská komora v Praze
Obchodní a živnostenská komora v Praze (německy Die Handels- und Gewerbekammer Prag) byla hospodářská komora zřízená roku 1850 v Praze.

## Historie

### Vznik
Zákonem o zřízení obchodních a živnostenských komor z 18. března 1850 byly v Rakouském císařství zřízeny hospodářské komory s cílem vytvořit mezistupeň mezi podnikatelskou sférou a státní správnou: sbíraly statistické údaje, podněty a stanoviska a na vlastní odpovědnost je předkládaly ministerstvům a úřadům, mohly se podílet na připravovách vládních návrhů zákonů, vedly také archivy ochranných známek a vzorů a obchodní rejstříky. V českých zemích byly kromě komory v Praze zřízeny komory také v Liberci, Chebu, Plzni a Českých Budějovicích v Čechách, na Moravě potom v Brně a Olomouci, ve Slezsku v Opavě.
Pražská komora měla 48 křesel, které byly obsazovány na základě voleb mezi členy komory na šestileté funkční období. Rada pak měla voleného prezidenta. Členství v komoře mělo několik podmínek, mj. adekvátní objem výše daňových odvodu dané obchodní společnosti. V prvních volbách dne 17. října 1850 byla do rady komory zvolena většina českoněmeckých obchodníků a také sedm podnikatelů židovského původu, včetně Maximiliana Dormitzera, Leopolda von Lämela a Mosese Porgese von Portheim.
Zvláštního významu nabyly po volební reformě v roce 1873, po níž komory zvolily některé členy Říšské rady. Do roku 1906 byli v říšské radě zastoupeni také členové pražské komory. Patnáct z 236 členů českého sněmu volily také české obchodní a průmyslové komory (Praha: 4, Budějovice: 2, Liberec: 4, Cheb: 3, Plzeň: 2).

### Jazyková otázka
Komory si mohly také svobodně zvolit svůj jednací jazyk. Podle národnostního rozložení v komorním obvodu si liberecká a chebská komora zvolily němčinu, Praha, Plzeň a Budějovice pak češtinu. V roce 1884 se mezi členy všech pěti českých komor objevila německá většina. Bylo to způsobeno výběrem volebních skupin ministerstvem obchodu a skutečností, že větší daňoví poplatníci byli převážně čeští Němci. 

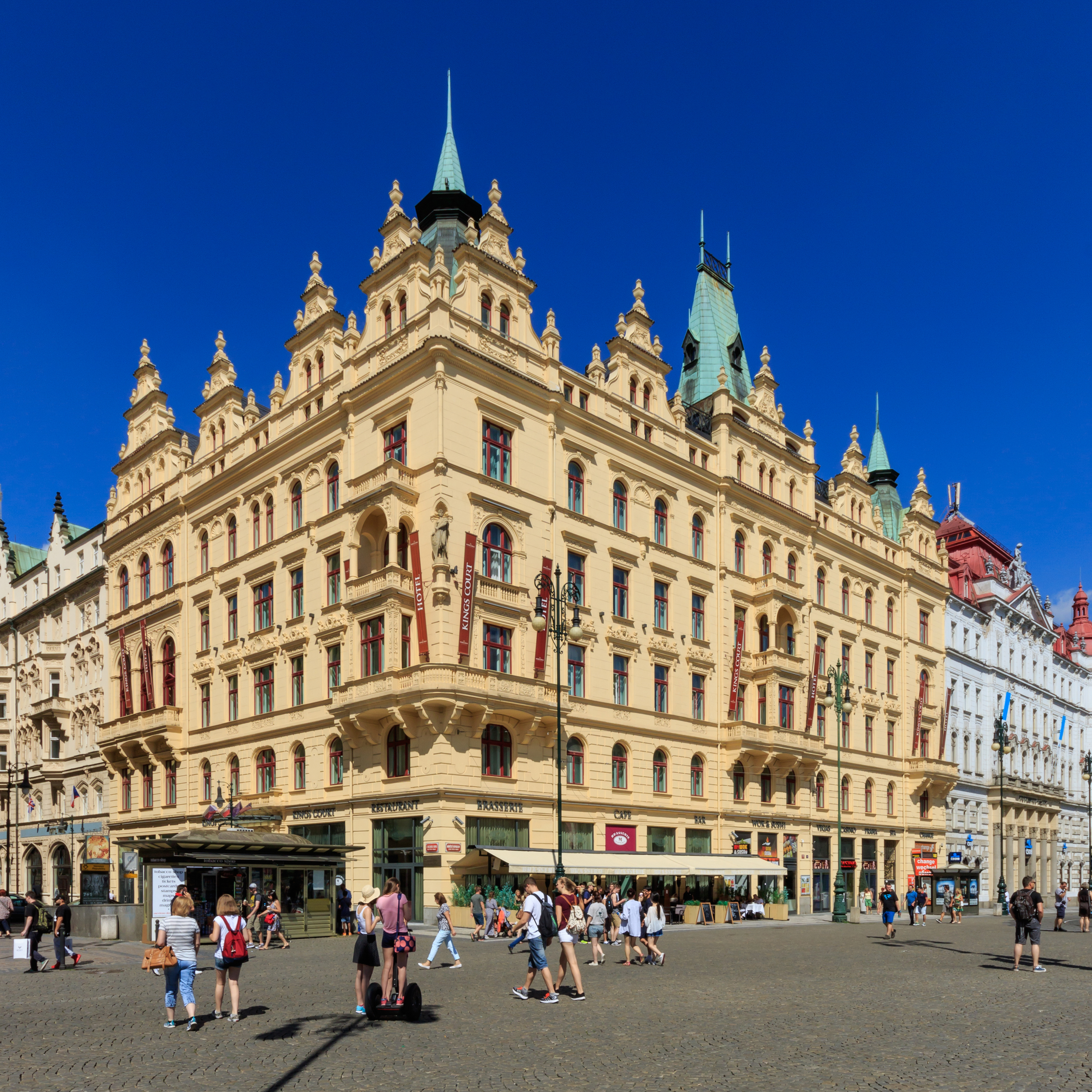
Původní palác organizace na náměstí Republiky v Praze

Z iniciativy organizace bylo v roce 1875 založeno Uměleckoprůmyslové museum v Praze.
Počátkem 20. století si komora nechala vystavět nové sídlo, palác Obchodní a živnostenské komory, na tehdejším Josefském náměstí (pozdější nám. Republiky) podle návrhu architekta Antonína Turka dokončený roku 1904.

### Československo
Model obchodních komor bych zachován i po první světové válce a vzniku Československa. Dekretem čs. ministerstva obchodu č. 32 ze dne 20. ledna 1919 byly volby do rad komor pozastaveny a komory pak byly nově organizovány jako správní výbory, které byly obsazovány podle výsledků všeobecných voleb. V pražské komoře, kde již v té době zasedala česká většina, nebyly tyto změny příliš výrazné: ze 48 členů bylo 12 Němců.

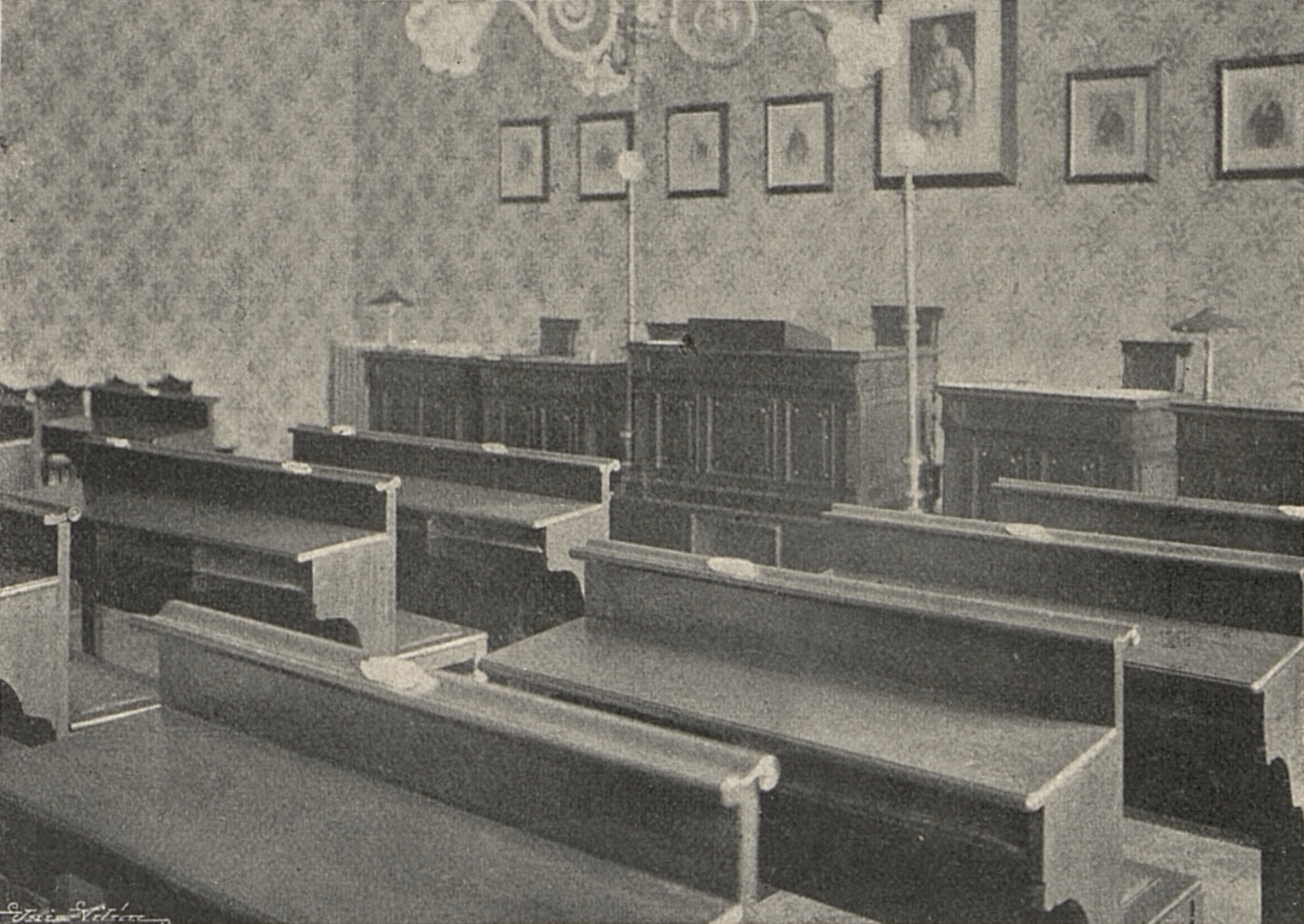
Zasedací místnost v sídle na Josefském náměstí (časopis Světozor, 1904)

Funkce komor byla obdobná jako před válkou: sloužily jako poradní orgány, vedly ochranné a obchodní rejstříky, vydávaly osvědčení a sestavovaly statistiky. Účastnili se volby obchodních soudců a působili jako rozhodčí soudy. Nově pak byly čs. komory rozděleny do tří oddílů: obchod, živnosti a průmysl. V roce 1936 byl počet členů rady zvýšen na 49 a pražská komora tak byla největší organizací svého druhu v ČSR.
Od roku 1920 byla pražská komora pořadatelem pražského veletrhu.

### Po roce 1938
Chod hospodářských komor byl pak výrazně narušen událostmi Mnichovské dohody a posléze okupací Čech, Moravy a Slezska Nacistickým Německem. Komory následně pracovaly ve prospěch německého válečného hospodářství a ztratily svou samosprávu.
K pokusu o jejich obnovení došlo mezi lety 1945 až 1948, jejich definitivní zánik však přinesl nástup komunistického režimu v Československu, který v zemi ukončil prostředí volného trhu. Definitivně byly komory zrušeny nařízením z prosince 1948.

## Prezidenti komory (výběr)
- Johann Baptist Riedl (1850–1857)
- František Pštross (1857–1859)
- Andreas Haase (1859–1862)
- Maxmilian Dormitzer (1862–1874)
- Richard Dotzauer (1874–1884)
- Bohumil Bondy (1884–1888)
- Josef Wohanka (1896–?)
- Antonín Řivnáč (1902–?)
- Václav Němec (1910–?)
- František Malinský (1917)
- Jan Třebický (1933)
- Vojtěch Kuthan (1945, vládní zmocněnec)
- Ivan Petr (1945)